# Tokyo International Film Festival
Il Tokyo International Film Festival è un festival cinematografico internazionale che si tiene a Tokyo, in Giappone, dal 1985.
È una delle maggiori manifestazioni cinematografiche asiatiche.

## Storia
La prima edizione del festival si è svolta dal 31 maggio al 9 giugno 1985, nel quartiere di Shibuya. Si è aperta con la proiezione di Ran di Akira Kurosawa e chiusa con quella di Biruma no tategoto di Kon Ichikawa. Dalla seconda edizione il festival ha cominciato a tenersi in autunno. Per le prime quattro edizioni, fino al 1991, ha avuto cadenza biennale, mentre dall'anno successivo è diventato annuale.

## Sezioni
Il Tokyo International Film Festival è composto da varie sezioni: concorso internazionale, proiezioni speciali, World Cinema (première di film americani ed europei già presentati con successo in festival internazionali), Winds of Asia (in precedenza Cinema Prism, sul cinema asiatico), Japanese Eyes (sul cinema giapponese contemporaneo, dal 2004), Nippon Cinema Classics (sulla storia del cinema giapponese, dal 1995), Cinema Vibration (sul rapporto tra cinema e musica), natural TIFF (film su tematiche ambientali, dal 2008), animecs TIFF (sul cinema d'animazione).

## Premi
Il festival assegna vari premi ai film in competizione, il principale dei quali è il Grand Prix (la denominazione completa, dal 2005, è Tokyo Sakura Grand Prix). Nel 2004 è stato introdotto un premio intitolato ad Akira Kurosawa, assegnato ad autori cinematografico che abbiano dato un significativo contributo allo sviluppo del cinema mondiale.

### Albo d'oro
- 1985
  - Grand Prix: Taifû kurabu, regia di Shinji Sômai
  - Premio speciale della giuria: Jacques et novembre, regia di Jean Beaudry e François Bouvier ex aequo Il bacio della donna ragno (Kiss of the Spider Woman), regia di Héctor Babenco
  - Premio per il miglior regista: Péter Gothár - Il tempo sospeso (Megáll az idö)
  - Premio speciale in memoria di Yasujiro Ozu: At, regia di Ali Özgentürk
- 1987
  - Grand Prix: Lao jing, regia di Tian-Ming Wu
  - Premio speciale della giuria: Una donna tutta particolare (Housekeeping), regia di Bill Forsyth
  - Premio per il miglior regista: Lana Gogoberidze - Oromtriali
  - Premio per la miglior attrice: Rachel Ward - Una moglie per bene (The Umbrella Woman)
  - Premio per il miglior attore: Zhang Yimou - Lao jing
  - Premio per il miglior contributo artistico: John Boorman - anni quaranta (Hope and Glory)
  - Premio per la migliore sceneggiatura: Bill Forsyth - Una donna tutta particolare (Housekeeping)
  - Premio speciale: The Dead - Gente di Dublino (The Dead), regia di John Huston
- 1989
  - Grand Prix: Djavolji raj, regia di Rajko Grlić
  - Premio speciale della giuria: Interdevochka, regia di Pëtr Todorovskij
  - Premio per il miglior regista: Rajko Grlić - Djavolji raj
  - Premio per la miglior attrice: Elena Yakovleva - Interdevochka
  - Premio per il miglior attore: Marlon Brando - Un'arida stagione bianca (A Dry White Season)
  - Premio per il miglior contributo artistico: Bertrand Tavernier - La vita e niente altro (La vie et rien d'autre)
  - Premio per la migliore sceneggiatura: Martine Sanderson - Flying Fox in a Freedom Tree
- 1991
  - Grand Prix: La città della speranza (City of Hope), regia di John Sayles
  - Premio speciale della giuria: Gu ling jie shao nian sha ren shi jian, regia di Edward Yang ex aequo Guo nian, regia di Jian-zhong Huang
  - Premio per il miglior regista: Alan Parker - The Commitments
  - Premio per la miglior attrice: Lirong Zhao - Guo nian
  - Premio per il miglior attore: Otar Megvinetukhutsesi - Izydi!
  - Premio per il miglior contributo artistico: Iwao Saito e Shohei Ando - Shimanto-gawa
  - Premio per la migliore sceneggiatura: Tim Metcalfe - Iron Maze
- 1992
  - Grand Prix: White Badge, regia di Jeong Ji-yeong
  - Premio speciale della giuria: Ai ni tsuite, Tokyo, regia di Mitsuo Yanagimachi
  - Premio per il miglior regista: Jeong Ji-yeong - White Badge
  - Premio per la miglior attrice: Lumi Cavazos - Come l'acqua per il cioccolato (Como agua para chocolate)
  - Premio per il miglior attore: Max von Sydow - Dotkniecie reki
  - Premio per il miglior contributo artistico: Emmanuel Lubezki e Steven Bernstein - Come l'acqua per il cioccolato (Como agua para chocolate)
  - Premio per la migliore sceneggiatura: Helmut Dietl e Ulrich Limmer - Schtonk!
- 1993
  - Grand Prix: Lan feng zheng, regia di Tian Zhuangzhuang
  - Premio speciale della giuria: In cerca di Bobby Fischer (Searching for Bobby Fischer), regia di Steven Zaillian
  - Premio per il miglior regista: Taylor Hackford - Patto di sangue (Bound by Honor)
  - Premio per la miglior attrice: Lan feng zheng (1993) - Lü Liping - Lan feng zheng ex aequo Lolita Davidovich - Younger and Younger
  - Premio per il miglior attore: Masahiro Motoki - Last Song
  - Premio per il miglior contributo artistico: Vincent Ward - Avik e Albertine (Map of the Human Heart) ex aequo Manoel de Oliveira - La valle del peccato (Vale Abraão)
  - Premio per la migliore sceneggiatura: Pëtr Todorovskij - Ankor, eshchyo ankor!
- 1994
  - Grand Prix: Tian guo ni zi, regia di Ho Yim
  - Premio speciale della giuria: Shijushichinin no shikaku, regia di Kon Ichikawa
  - Premio per il miglior regista: Ho Yim - Tian guo ni zi
  - Premio per la miglior attrice: Debra Winger - Dangerous Woman - Una donna pericolosa (A Dangerous Woman)
  - Premio per il miglior attore: Zhentuo Niu - Bei kao bei, lian dui lian
- 1995
  - Grand Prix: non assegnato
  - Premio speciale della giuria: Grajacy z talerza, regia di Jan Jakub Kolski
  - Premio per il miglior regista: José Ramón Novoa - Sicario
  - Premio per la miglior attrice: Yasuko Tomita - Nan Jing de ji du
  - Premio per il miglior attore: non assegnato
  - Premio per il miglior contributo artistico: Tony Au - Nan Jing de ji du
  - Premio per la miglior attrice non protagonista: Ellen Muth - L'ultima eclissi (Dolores Claiborne) ex aequo Gledys Ibarra - Sicario
- 1996
  - Grand Prix: Kolya (Kolja), regia Jan Svěrák
  - Premio speciale della giuria: Cwal, regia di Krzysztof Zanussi ex aequo Libertarias, regia di Vicente Aranda
  - Premio per il miglior regista: Wu Tian-Ming - Il re delle maschere (Bian Lian)
  - Premio per la miglior attrice: Hildegun Riise e Marie Theisen - Gli angeli della domenica (Søndagsengler)
  - Premio per il miglior attore: Zhu Xu Zhu - Il re delle maschere (Bian Lian)
  - Premio per il miglior contributo artistico: Mohsen Makhmalbaf - Gabbeh ex aequo Masahisa Sadanaga - Ryokan
  - Premio per la migliore sceneggiatura: Jan Svěrák - Kolya (Kolja)
- 1997
  - Grand Prix: Al di là del silenzio (Jenseits der Stille), regia di Caroline Link ex aequo Savrseni krug, regia di Ademir Kenović
  - Premio speciale della giuria: Grazie, signora Thatcher (Brassed Off), regia di Mark Herman
  - Premio per il miglior regista: Ademir Kenović - Savrseni krug
  - Premio per la miglior attrice: Rene Liu e Jing Tseng - Mei li zai chang ge
  - Premio per il miglior attore: Kōji Yakusho - Cure
  - Premio per il miglior contributo artistico: Adama Drabo e Lionel Cousin - Taafé Fanga
  - Premio per la migliore sceneggiatura: Caroline Link e Beth Serlin - Al di là del silenzio (Jenseits der Stille)
  - Premio speciale alla carriera: Manoel de Oliveira
- 1998
  - Grand Prix: Apri gli occhi (Abre los ojos), regia di Alejandro Amenábar
  - Premio speciale della giuria: Daun di atas bantal, regia di Garin Nugroho
  - Premio per il miglior regista: Guy Ritchie - Lock & Stock - Pazzi scatenati (Lock, Stock and Two Smoking Barrels)
  - Premio per la miglior attrice: Maki Miyamoto - Omocha
  - Premio per il miglior attore: Brad Renfro - L'allievo (Apt Pupil)
  - Premio per il miglior contributo artistico: François Girard - Il violino rosso (Le violon rouge) ex aequo Chris Eyre - Smoke Signals
- 1999
  - Grand Prix: Hei an zhi guang, regia di Chang Tso-chi
  - Premio speciale della giuria: Song-o, regia di Park Chong-won
  - Premio per il miglior regista: Martha Fiennes - Onegin
  - Premio per la miglior attrice: María Galiana - Solas
  - Premio per il miglior attore: Carlos Álvarez-Nóvoa - Solas
  - Premio per il miglior contributo artistico: Bahtiër Hudojnazarov - Luna Papa
- 2000
  - Grand Prix: Amores perros, regia di Alejandro González Iñárritu
  - Premio speciale della giuria: Oh! Soo-jung, regia di Hong Sang-soo
  - Premio per il miglior regista: Alejandro González Iñárritu - Amores perros
  - Premio per la miglior attrice: Jennifer Jason Leigh - Il re è vivo (The King Is Alive)
  - Premio per il miglior attore: Moussa Maaskri - Mondialito
  - Premio per il miglior contributo artistico: Hideaki Anno - Shiki-Jitsu ex aequo Babak Payami - Yek rouz bishtar
  - Premio per la migliore sceneggiatura: Stuart Blumberg - Tentazioni d'amore (Keeping the Faith)
- 2001
  - Grand Prix: Slogans, regia di Gjergj Xhuvani
  - Premio speciale della giuria: Zir-e noor-e maah, regia di Seyyed Reza Mir-Karimi
  - Premio per il miglior regista: Gjergj Xhuvani - Slogans ex aequo Seyyed Reza Mir-Karimi - Zir-e noor-e maah
  - Premio per la miglior attrice: Luiza Xhuvani - Slogans
  - Premio per il miglior attore: Andrew Howard - Mr In-Between
  - Premio per il miglior contributo artistico: Hur Jin-ho - Bomnaleun ganda
  - Premio per la migliore sceneggiatura: Yoshi Yokota - Kewaishi
- 2002
  - Grand Prix: Knafayim Shvurot, regia di Nir Bergman
  - Premio speciale della giuria: Hotel Hibiscus, regia di Yuji Nakae
  - Premio per il miglior regista: Sass, regia di Carlo Rola
  - Premio per la miglior attrice: Angela, regia di Donatella Finocchiaro
  - Premio per il miglior attore: Skins, regia di Graham Greene
  - Premio per il miglior contributo artistico: Shao Dan - Tian shang de lian ren
  - Premio per la migliore sceneggiatura: Jason Xenopoulos - Promised Land
- 2003
  - Grand Prix: Nuan, regia di Huo Jianqi
  - Premio speciale della giuria: Šik, regia di Bahtiër Hudojnazarov
  - Premio per il miglior regista: Chris Valentien - Santa Smokes
  - Premio per la miglior attrice: Kristy Jean Hulslander - Santa Smokes ex aequo Shinobu Terajima - Vibrator
  - Premio per il miglior attore: Teruyuki Kagawa - Nuan
  - Premio per il miglior contributo artistico: Bahtiër Hudojnazarov - Šik
- 2004
  - Grand Prix: Whisky, regia di Juan Pablo Rebella e Pablo Stoll
  - Premio speciale della giuria: Mountain Patrol - Battaglia in Paradiso (Kekexili), regia di Lu Chuan
  - Premio per il miglior regista: Lim Chan-sang - Hyojadong ibalsa
  - Premio per la miglior attrice: Mirella Pascual - Whisky
  - Premio per il miglior attore: Oldzhas Nusupbayev - Shiza
  - Premio per il miglior contributo artistico: Azuma Morisaki - Niwatori wa hadashi da
  - Premio del pubblico: Hyojadong ibalsa, regia di Lim Chan-sang
  - Premio Akira Kurosawa: Steven Spielberg e Yōji Yamada
- 2005
  - Grand Prix: Yuki ni negau koto, regia di Kichitaro Negishi
  - Premio speciale della giuria: Conversations with Other Women, regia di Hans Canosa
  - Premio per il miglior regista: Kichitaro Negishi - Yuki ni negau koto
  - Premio per la miglior attrice: Helena Bonham Carter - Conversations with Other Women ex aequo Yaqin Jin - Wo men lia
  - Premio per il miglior attore: Kōichi Satō - Yuki ni negau koto
  - Premio per il miglior contributo artistico: Yazhou Yang - Niqiu ye shi yu
  - Premio del pubblico: Yuki ni negau koto, regia di Kichitaro Negishi
  - Premio Akira Kurosawa: Hou Hsiao-hsien
- 2006
  - Grand Prix: Agente speciale 117 al servizio della Repubblica - Missione Cairo (OSS 117: Le Caire, nid d'espions), regia di Michel Hazanavicius
  - Premio speciale della giuria: Shi san ke pao tong, regia di Lu Yue
  - Premio per il miglior regista: Jonathan Dayton e Valerie Faris - Little Miss Sunshine
  - Premio per la miglior attrice: Abigail Breslin - Little Miss Sunshine
  - Premio per il miglior attore: Roy Dupuis - Maurice Richard
  - Premio per il miglior contributo artistico: Patrick Tam - Fu zi
  - Premio del pubblico: Little Miss Sunshine, regia di Jonathan Dayton e Valerie Faris
  - Premio Akira Kurosawa: Miloš Forman e Kon Ichikawa
- 2007
  - Grand Prix: La banda (Bikur Ha-Tizmoret), regia di Eran Kolirin
  - Premio speciale della giuria: The Western Trunk Line, regia di Li Jixian
  - Premio per il miglior regista: Peter Howitt - Dangerous Parking
  - Premio per la miglior attrice: Shefali Shetty - Gandhi, My Father
  - Premio per il miglior attore: Damian Ul - Sztuczki
  - Premio per il miglior contributo artistico: Salvatore Maira - Valzer
  - Premio del pubblico: Leroy, regia di Armin Völckers
- 2008
  - Grand Prix: Tulpan - La ragazza che non c'era (Tulpan), regia di Sergei Dvortsevoy
  - Premio speciale della giuria: Quattro notti con Anna (Cztery noce z Anna), regia di Jerzy Skolimowski
  - Premio per il miglior regista: Sergei Dvortsevoy - Tulpan - La ragazza che non c'era (Tulpan)
  - Premio per la miglior attrice: Félicité Wouassi - Aide-toi, le ciel t'aidera
  - Premio per il miglior attore: Vincent Cassel - Nemico pubblico N. 1 - L'istinto di morte (Mesrine: L'instinct de mort) e Nemico pubblico N. 1 - L'ora della fuga (Mesrine: L'ennemi public n° 1)
  - Premio per il miglior contributo artistico: François Dupeyron - Aide-toi, le ciel t'aidera
  - Premio del pubblico: School Days with a Pig, regia di Tetsu Maeda
  - Premio Akira Kurosawa: Nikita Sergeevič Michalkov
- 2009
  - Grand Prix: Eastern Plays, regia di Kamen Kalev
  - Premio speciale della giuria: Rabia, regia di Sebastián Cordero
  - Premio per il miglior regista: Kamen Kalev - Eastern Plays
  - Premio per la miglior attrice: Julie Gayet - Huit fois debout
  - Premio per il miglior attore: Hristo Hristov - Eastern Plays
  - Premio del pubblico: The Trotsky, regia di Jacob Tierney
- 2010
  - Grand Prix: Hadikduk Hapnimi, regia di Nir Bergman
  - Premio speciale della giuria: Post Card, regia di Kaneto Shindō
  - Premio per il miglior regista: Gilles Paquet-Brenner - La chiave di Sara (Elle s'appelait Sarah)
  - Premio per la miglior attrice: Fan Bingbing - Buddha Mountain
  - Premio per il miglior attore: Wang Qian-yuan - The Piano in a Factory
  - Premio del pubblico: La chiave di Sara (Elle s'appelait Sarah), regia di Gilles Paquet-Brenner
  - Premio per il miglior contributo artistico: Li Yu - Buddha Mountain
- 2011
  - Grand Prix: Quasi amici - Intouchables (Intouchables), regia di Olivier Nakache e Éric Toledano
  - Premio speciale della giuria: The Woodsman and the Rain, regia di Shuichi Okita
  - Premio per il miglior regista: Ruben Östlund - Play
  - Premio per la miglior attrice: Glenn Close - Albert Nobbs
  - Premio per il miglior attore: François Cluzet e Omar Sy - Quasi amici - Intouchables (Intouchables)
  - Premio del pubblico: Un insolito naufrago nell'inquieto mare d'oriente (Le Cochon de Gaza), regia di Sylvain Estibal
- 2012
  - Grand Prix: Il figlio dell'altra (Le Fils de l'autre), regia di Lorraine Lévy
  - Premio speciale della giuria: Beomjoe sonyeon, regia di Kang Yi-kwan
  - Premio per il miglior regista: Lorraine Lévy - Il figlio dell'altra (Le Fils de l'autre)
  - Premio per la miglior attrice: Neslihan Atagül - Araf
  - Premio per il miglior attore: Seo Young-ju - Beomjoe sonyeon
  - Premio per il miglior contributo artistico: Pankaj Kumar - Ship of Theseus
  - Premio del pubblico: Flashback Memories 3D, regia di Tetsuaki Matsue
- 2013
  - Grand Prix: We Are the Best! (Vi Är Bäst!), regia di Lukas Moodysson
  - Premio speciale della giuria: Ghaedeye tasadof, regia di Behnam Behzadi
  - Premio per il miglior regista: Benedikt Erlingsson - Of Horses and Men
  - Premio per la miglior attrice: Eugene Domingo - Mga kuwentong barbero
  - Premio per il miglior attore: Wang Jingchun - To Live and Die in Ordos
  - Premio per il miglior contributo artistico: Aarón Fernández - Las horas muertas
  - Premio del pubblico: Bulg-eun gajok, regia di Lee Ju-hyoung
- 2014
  - Grand Prix: Heaven Knows What, regia di Josh e Benny Safdie
  - Premio speciale della giuria: The Lesson (Urok), regia di Kristina Grozeva e Petar Valchanov
  - Premio per il miglior regista: Josh e Benny Safdie - Heaven Knows What
  - Premio per la miglior attrice: Rie Miyazawa - Kami no tsuki
  - Premio per il miglior attore: Robert Więckiewicz - The Mighty Angel (Pod mocnym aniołem)
  - Premio per il miglior contributo artistico: Alexander Kott - Test (Ispytanie)
  - Premio del pubblico: Kami no tsuki, regia di Daihachi Yoshida
- 2015
  - Grand Prix: Nise - The Heart of Madness, regia di Roberto Berliner
  - Premio speciale della giuria: Nous trois ou rien, regia di Kheiron
  - Premio per il miglior regista: Mustafa Kara - Cold of Kalandar
  - Premio per la miglior attrice: Glória Pires - Nise - The Heart of Madness
  - Premio per il miglior attore: Roland Møller e Louis Hofman - Land of Mine - Sotto la sabbia (Under sandet)
  - Premio per il miglior contributo artistico: Olmo Omerzu - Family Film (Rodinný film)
  - Premio del pubblico: Se Dio vuole, regia di Edoardo Falcone
- 2016
  - Grand Prix: Die Blumen von gestern, regia di Chris Kraus
  - Premio speciale della giuria: Sami Blood (Sameblod), regia di Amanda Kernell
  - Premio per il miglior regista: Hana Jušić - Ne gledaj mi u pijat
  - Premio per la miglior attrice: Lene Cecilia Sparrok - Sami Blood (Sameblod)
  - Premio per il miglior attore: Paolo Ballesteros - Die Beautiful
  - Premio per il miglior contributo artistico:  non assegnato
  - Premio del pubblico: Die Beautiful, regia di Jun Lana
- 2017
  - Grand Prix: Buğday, regia di Semih Kaplanoğlu
  - Premio speciale della giuria: Il cratere, regia di Silvia Luzi e Luca Bellino
  - Premio per il miglior regista: Edmund Yeo - Aqerat
  - Premio per la miglior attrice: Adeline D'Hermy - Maryline
  - Premio per il miglior attore: Duan Yihong - The Looming Storm
  - Premio per il miglior contributo artistico:  - The Looming Storm
  - Premio del pubblico: Katte ni furuetero, regia di Akiko Ooku
- 2018
  - Grand Prix: Quel giorno d'estate (Amanda), regia di Mikhaël Hers
  - Premio speciale della giuria: Før frosten, regia di Michael Noer
  - Premio per il miglior regista: Edoardo De Angelis - Il vizio della speranza
  - Premio per la miglior attrice: Pina Turco - Il vizio della speranza
  - Premio per il miglior attore: Jesper Christensen - Før frosten
  - Premio per il miglior contributo artistico:  - Nureyev - The White Crow (The White Crow)
  - Premio del pubblico: Another World, regia di Junji Sakamoto
- 2019
  - Grand Prix: Onkel, regia di Frelle Petersen
  - Premio speciale della giuria: Atlantis (Atlantyda), regia di Valentyn Vasjanovyč
  - Premio per il miglior regista: Sa'id Rustayi - Metri šiš o nim
  - Premio per la miglior attrice: Nadia Tereszkiewicz - Only the Animals - Storie di spiriti amanti (Seules les bêtes)
  - Premio per il miglior attore: Navid Mohammadzade - Metri šiš o nim
  - Premio del pubblico: Only the Animals - Storie di spiriti amanti (Seules les bêtes), regia di Dominik Moll
- 2020
  - Evento annullato per causa della pandemia di COVID-19
- 2021
  - Grand Prix: Vera andrron detin, regia di Kaltrina Krasniqi
  - Premio speciale della giuria: La civil, regia di Teodora Ana Mihai
  - Premio per il miglior regista: Därejan Ömırbaev - Aqyn
  - Premio per la miglior attrice: Julia Chávez - El otro Tom
  - Premio per il miglior attore: Amir Aghaei - Čahār divār
  - Premio del pubblico: Chotto omoidashita dake, regia di Daigo Matsui
- 2022
  - Grand Prix: As bestas, regia di Rodrigo Sorogoyen
  - Premio speciale della giuria: Jang-e jahāni sevvom, regia di Houman Seyyedi
  - Premio per il miglior regista: Rodrigo Sorogoyen - As bestas
  - Premio per la miglior attrice: Aline Küppenheim - 1976
  - Premio per il miglior attore: Denis Ménochet - As bestas
  - Premio del pubblico: Madobe nite, regia di Rikiya Imaizumi
- 2023
  - Grand Prix: Snow Leopard, regia di Pema Tseden
  - Premio speciale della giuria: Tatami, regia di Zahra Amir Ebrahimi, Guy Nattiv
  - Premio per il miglior regista: Yoshiyuki Kishi - (Ab)normal Desire
  - Premio per la miglior attrice: Zahra Amir Ebrahimi - Tatami
  - Premio per il miglior attore: Yasna Mirtahmasb - Roxana
  - Premio del pubblico: (Ab)Normal Desire, regia di Yoshiyuki Kishi